# Юрмыс (приток Пута)
Юрмыс — река в России, протекает по Нижнесергинскому району Свердловской области. Устье реки находится в 24 км по левому берегу реки Пут. Длина реки Юрмыс составляет 17 км.
В среднем течении на Юрмысе расположена деревня Сосновый Бор.

## Данные водного реестра
По данным государственного водного реестра России, Юрмыс относится к Камскому бассейновому округу, речному бассейну Камы, речному подбассейну Белой. Водохозяйственный участок реки — Уфа от Нязепетровского гидроузла до Павловского гидроузла, без реки Ай.
Код объекта в государственном водном реестре — 10010201112111100021183.